# Family Radio
Family Radio (также известна как Family Stations Inc.) — американская христианская радиосеть из Нешвилла, штат Теннесси. Транслирует выступления христианских проповедников, а также гимны и музыку соответствующей тематики.

## История
В 1958 году Гароль Кэмпинг, Ллойд Линдквист, Ричард Палмквист вместе с представителями христианской реформаторской церковью, библейской баптистской и консервативной христианской пресвитерианской церквями купил FM радиостанцию KEAR в Сан-Франциско, затем радиостанцию на частоте 97,3 мГц для трансляции традиционных христианских госпелов для консервативной протестантской общины и организации христианских служб для широкой публики. Имея целью передачу христианских доктрин и учения Библии, Family Radio оставалась независимой, не сливаясь с конкретными организациями и конфессиями. 4 февраля 1959 года станция вышла в эфир, с этого года Family Radio начало получать лицензии на вещание в FM диапазоне.
За 1960-е годы family Radio в статусе некоммерческой организации приобрела шесть FM и 7 AM радиостанций. Флагманской станцией для сети ретрансляторов с полной и низкой мощностью являлась KEAR из Сан-Франциско. После продажи этой станции CBS Radio, для удовлетворения правил федеральной комиссии по связи новой флагманской станцией стала KEAR-FM из Сакраменто. После этой сделки вещание из Сан-Франциско шло на AM частотах.
Многие программы Family Radio создавались в калифорнийском Окленде. За две недели для каждой из локальных станций записывался эфир к конкретному дню, Family Radio предоставляло бесплатной эфирное время для фундаменталистов и евангелистов. На каждой местной станции работали операторы, в различные интервалы в течение дня транслировавшие в эфир местные, общенациональные и мировые новости, а также прогноз погоды.
К концу 1980-х годов программы транслировались по спутнику, местные станции убирали локальные новости в пользу общенациональных новостных выпусков из христианских новостных источников, основная часть контента производилась в Окленде.
С конца 1990-х годов Family Radio начались внутренние разногласия, после ухода ряда церквей основу контента стали составлять выступления Кэмпинга и его взгляды на веру. К 2006 году Family Radio была 19-й радиосетью по числу контролируемых радиостанций.
Через два дня после «наступления» конца света, занимавшаяся изучением библии религиозная организация «A Bible Answer» предложила выкупить у Family Radio за 1 млн долл. 66 радиостанций с целью убедить Гарольда Кэмпинга отказаться от дальнейших проповедей. Но основатель отказался от этого предложения.
3 августа 2011 года стало известно о том, что Family Radio выставило на продажу две полнофункциональных радиостанции WKDN (город Камден в Нью-Джерси, вещавшая в Филадельфии), и WFSI (город Аннаполис в Мэриленде, вещавшая на Балтимор и Вашингтон). СМИ предполагали, что тем самым радиосеть пытается покрыть накопившийся за несколько лет дефицит. В ноябре 2011 года WFSI была куплена CBS Radio, переформатировавшими её для трансляции испанской танцевальной музыки под позывным сигналом WLZL. В декабре 2011 года WKDN была приобретена Merlin Media, сделавшей из неё разговорную радиостанцию WWIQ. Позже её владельцем стала Educational Media Foundation, при которой станция вещала под позывными WKVP под брендом K-Love.
В январе 2012 года Family Radio обратилась к ФКК с просьбой поменять лицензию радиостанции WFME из Ньюарка с некоммерческой на коммерческую, что и случилось в следующем месяце. 16 октября было объявлено о продаже WFME радиосети Cumulus Media за неназванную цену, переформатировавшую станцию под трансляцию кантри. В ноябрьском сообщении Кэмпинга для сайта Family Radio говорилось, что продажа WFME позволило сохранить радиосеть. Позже Cumulus продал Family Radio маломощную FM радиостанцию WDVY в Маунт Киско, которая вскоре под позывными WFME-FM начала транслировать контент религиозной радиосети. В декабре 2013 года коротковолновые передатчики Family Radio во флоридском Окичоби были переданы Radio Miami International. 15 декабря 2013 года Гароль Кэмпинг умер в собственном доме в Аламиде.

## Программирование

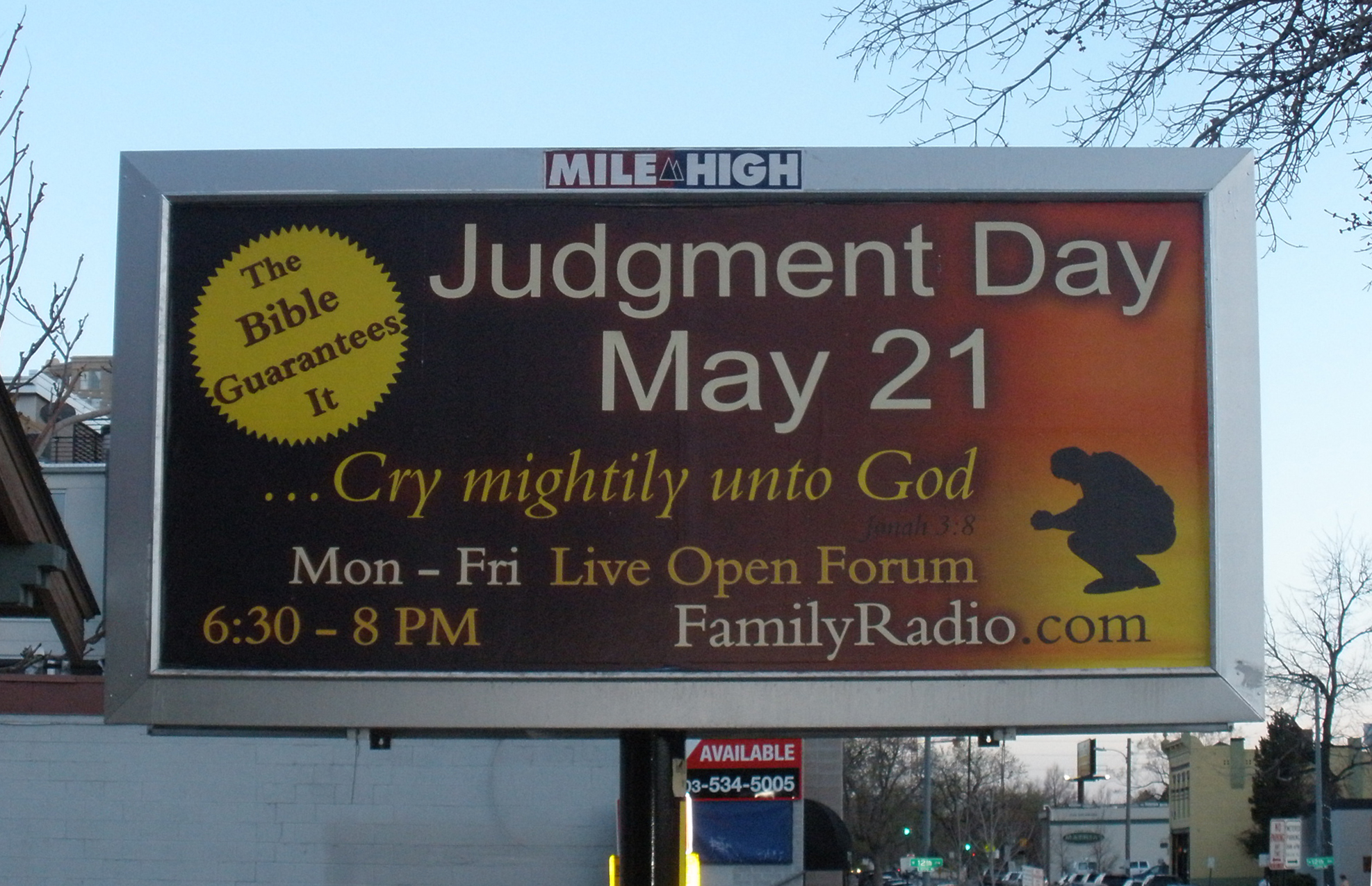
Билборд, обещающий конец света 21 мая 2011 года

Музыкальная составляющая Family Radio в основном состоит из традиционных христианских гимнов, а также и южного госпела. В 1960-х и 1970-х годах транслировавшаяся Family Radio музыка была типичной для коммерческих и некоммерческих религиозных радиостанций. В 1980-е годы станция транслировала хоровые гимны, массовые исполнения Евангелия, инструментальные оркестровые исполнения гимнов, госпелы. С начала 2000-х годов Family Radio стремилось избегать современного звучания. До конца 1970-х годов в эфире не озвучивались имен музыкальных исполнителей, в настоящее время через интернет можно ознакомиться с дневным списком композиций.
Одной из старейших программ Family Radio являлась Open Forum, в которой президент радиостанции и христианский проповедник Гарольд Кэмпинг общался по телефону со слушателями на тему Библии и конца света. Программа была закрыта после третьего неудачного предсказания дня Божьего суда, который должен был наступить в июне 2011 года и на рекламу которого были потрачены миллионы долларов.
Family Radio также транслирует или транслировало программы и выступления других христианских проповедников, вроде Джеймса Монтгомери Бойса, Дональда Барнхауса, Джона Ф. МакАртура, Роберта Чарльза Спраул и Алистера Бегга. Ряд из них отказывались сотрудничать с радиосетью, пока программа Кэмпинга присутствовала в программной сетке. Религиозные трансляции Family Radio основаны на Библии короля Джеймса и её современной версии. В настоящее время Family Radio производит 90 % собственного программирования.

### Религиозная составляющая
Центральным пунктом в учении Кэмпинга была вера, что библия является словом божьим и абсолютно верна. При этом значение отдельных отрывков нужно понимать не буквально, а с учётом контекста и духовного значения. Согласно книге Кэмпинга «We are almost there!» некоторые библейские отрывки безоговорочно указывают, что конец света состоится 21 мая или 21 октября 2011 года
После ухода из христианской реформистской церкви в 1988 году Кэмпинг сформировал ряд доктрин, конфликтовавших с позициями традиционного христианского учения. В своей концепции библейской герменевтики он считал, что:
1. Библия является единственным словом божьим.
2. Каждый библейский пассаж нужно интерпретировать в свете всей книги.
3. Библия обычно выражает несколько уровней смыслов или значений.[25]
4. Нумерология не может применяться к числам в Библии.
5. Спасение нельзя заслужить добрыми делами и молитвами. Это чистый акт божьей благодати, и спасённые в конце света были выбраны ещё до основания мира. Верующие должны покидать церкви, как не должен врать и жульничать.

До октября 2018 года Family Radio продолжало транслировать ряд программ Кэмпинга и распространять его литературу, но после отказалась от этого. Президент и генеральный менеджер радиосети Том Эванс заявлял о выходе его СМИ из добровольной изоляции и раскаянии во многих из прежних позиций, вроде установки даты конца света и осуждение института церкви.

## Финансирование
Family Radio не связано с какой-либо религиозной конфессией, и базируется на финансировании и пожертвованиях слушателей. Вещание вне радиосети Family Radio было ограничено по воле Кэминга, считавшего организованную церковь отступниками, лишёнными божьего духа и подчинённых Сатане.
В 1958 году Кэмпинг продал свой строительный бизнес, на средства от чего приобрёл радиостанцию KEAR-FM в Сан-Франциско, выросшую к 1994 году в радиовещательную империю из 40 радиостанций по всей территории США. После несбывшегося предсказания конца света в 1994 году аудитория радиостанции сократилась, но в последующие 15 лет рост аудитории и компании был ещё более серьёзным: к 2009 году Family Radio состояло из 216 AM и FM радиостанций и двух телеканалов.
С достижением общенационального статуса финансовое положение организации также улучшалось. В 2007 году Family Radio сообщило о рекордной сумме активов — 135 млн долл.. В последующие годы их размер снижался, что возмещалось финансовой поддержкой радиослушателей. Хотя это не могло помочь, ибо расходы начали довольно существенно превышать расходы, хотя среднегодовая зарплата сотрудника Family Radio составляла всего 23 тыс. долл.. К концу 2011 года активы сократились до 29,2 млн долл., из-за чего Family Radio через год было вынуждено брать кредит в 30 млн долл.
|                           | 2009 год | 2010 год | 2011 год |
| ------------------------- | -------- | -------- | -------- |
| Активы, млн. долл.        | 111,7    | 110      | 29,2     |
| Пожертвования, млн. долл. | 18,4     | 18,7     | 17,2     |
| Штат, чел.                | 348      | 346      | 320      |

## Активы

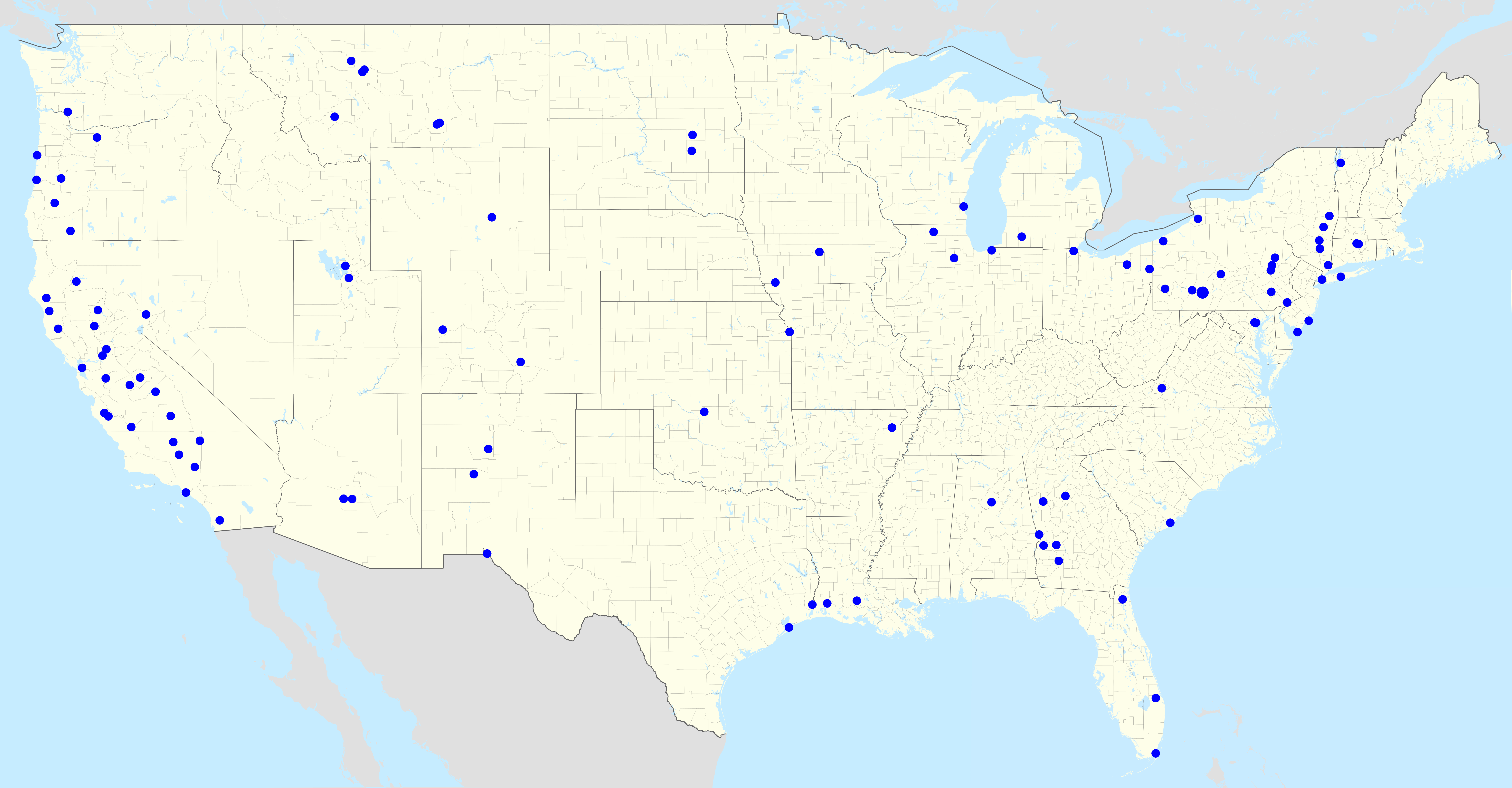
Карта радиостанций и ретрансляторов Family Radio в США

### Спутниковое вещание
- Eutelsat
- Astra 2B

### Радиостанция
| Город лицензии | Штат           | Позывной сигнал | Радиочастота |
| -------------- | -------------- | --------------- | ------------ |
| Бирмингем      | Алабама        | WBFR            | 89.5 FM      |
| Финикс         | Аризона        | KPHF            | 88.3 FM      |
| Бейкерсфилд    | Калифорния     | KFRB            | 91.3 FM      |
| Чико           | Калифорния     | KHAP            | 89.1 FM      |
| Коалинга       | Калифорния     | KFRP            | 90.7 FM      |
| Эль-Кахон      | Калифорния     | KECR            | 910 AM       |
| Фресно         | Калифорния     | KFNO            | 90.3 FM      |
| Ле Гранд       | Калифорния     | KEFR            | 89.9 FM      |
| Лонг-Бич       | Калифорния     | KFRN            | 1280 AM      |
| Сакраменто     | Калифорния     | KEBR            | 88.1 FM      |
| Сан-Франциско  | Калифорния     | KEAR            | 610 AM       |
| Соледад        | Калифорния     | KFRS            | 89.9 FM      |
| Юкайя          | Калифорния     | KPRA            | 89.5 FM      |
| Пуэбло         | Колорадо       | KFRY            | 89.9 FM      |
| Вернон         | Коннектикут    | WCTF            | 1170 AM      |
| Флорида-Сити   | Флорида        | WMFL            | 88.5 FM      |
| Джэксонвилл    | Флорида        | WJFR            | 88.7 FM      |
| Стюарт         | Флорида        | WWFR            | 91.7 FM      |
| Джолиет        | Иллинойс       | WJCH            | 91.9 FM      |
| Де-Мойн        | Айова          | KDFR            | 91.3 FM      |
| Шенандоа       | Айова          | KYFR            | 920 AM       |
| Балтимор       | Мэриленд       | WFSI            | 860 AM       |
| Скулкрафт      | Мичиган        | WOFR            | 89.5 FM      |
| Бьютт          | Монтана        | KFRD            | 88.3 FM      |
| Грейт-Фолс     | Монтана        | KFRW            | 91.9 FM      |
| Сокорро        | Нью-Мексико    | KXFR            | 91.9 FM      |
| Маунт Киско    | Нью-Йорк       | WFME-FM         | 106.3 FM     |
| Нью-Йорк       | Нью-ЙОрк       | WFME            | 1560 AM      |
| Смитстаун      | Нью-Йорк       | WFRS            | 88.9 FM      |
| Кайахога-Фолс  | Огайо          | WCUE            | 1150 AM      |
| Толидо         | Огайо          | WOTL            | 90.3 FM      |
| Янгстаун       | Огайо          | WYTN            | 91.7 FM      |
| Ньюпорт        | Орегон         | KYOR            | 88.9 FM      |
| Пайн-Гров      | Орегон         | KPFR            | 89.5 FM      |
| Спрингфилд     | Орегон         | KQFE            | 88.9 FM      |
| Бедфорд        | Пенсильвания   | WUFR            | 91.1 FM      |
| Эри            | Пенсильвания   | WEFR            | 88.1 FM      |
| Джонстаун      | Пенсильвания   | WFRJ            | 88.9 FM      |
| Филадельфия    | Пенсильвания   | WKDN            | 950 AM       |
| Стейт Колледж  | Пенсильвания   | WKDN-FM         | 88.3 FM      |
| Чарлстон       | Южная Каролина | WFCH            | 88.5 FM      |
| Бомонт         | Техас          | KTXB            | 89.7 FM      |
| Солт-Лейк-Сити | Юта            | KUFR            | 91.7 FM      |
| Лонгвью        | Вашингтон      | KJVH            | 89.5 FM      |
| Милуоки        | Висконсин      | WMWK            | 88.1 FM      |